# Julien Dufau (rugby à XV)
Cet article concerne le joueur de rugby à XV. Pour le médecin français, voir Julien Dufau. Pour d'autres homonymes, voir Dufau.

a Compétitions nationales et continentales officielles uniquement.

b Matchs officiels uniquement.
Julien Dufau, né le 18 février 1888 à Biarritz et mort pour la France le 28 décembre 1916 à Agadez (Niger), est un joueur français de rugby à XV. Il a évolué aux postes d'ailier ou de trois-quarts centre à Bordeaux, Biarritz et en équipe de France. Mobilisé lors de la Première Guerre mondiale, il part en en mission au Niger comme commandant d'une section de méharistes où il trouve la mort dans une embuscade à la fin de l'année 1916.

## Biographie
Fils d'Adolphe et de Marie Chastain son épouse, il est domicilié rue de Vauréal à Biarritz. Il épouse Laurence Dupau le 18 mars 1908 à Biarritz. D'abord menuisier, il s'engage le 5 octobre 1905 au 49e régiment d'infanterie de ligne. Il rejoint deux ans plus tard la 3e division d'infanterie coloniale cantonnée à la caserne Xaintrailles à Bordeaux.

### Carrière sportive
Ailier ou trois-quarts centre, Julien Dufau joue au Stade bordelais lors de la saison 1910-1911. Le club est champion de France le 9 avril 1911 en gagnant les 23 matchs qu'il dispute. Lors de la finale, il marque l'un des quatre essais de son club qui gagne la partie 14 à 0. Il quitte l'armée le 6 juin 1911 et rentre à Biarritz. Il joue alors pour le Biarritz Stade puis est sélectionné pour le Tournoi des Cinq Nations 1912. Il participe aux quatre rencontres (autant de défaites), mais marque un essai lors de France-Irlande le 1er janvier 1912 lors de sa première cape, et en marque un autre lors de France-Angleterre le 8 avril 1912 lors de sa quatrième. Il est appelé au dernier moment à jouer le match France-Écosse le 1er janvier 1913 pour pallier la défection de Pierre Faillot.

### Carrière militaire
Il est mobilisé le 2 août 1914 et rejoint le 7e régiment d'infanterie coloniale à Bordeaux. Promu sous-lieutenant le 29 décembre 1915, il quitte Bordeaux le 8 janvier 1916 et arrive au Niger le 2 février. Il est nommé commandant d'une section de méharistes sénégalais. Il combat alors la révolte Senoussiya. Ces insurgés, armés et équipés par les Allemands et les Turcs, profitent de la guerre pour tenter de conquérir leur indépendance.
Les 17 et 25 octobre 1916, le sous-lieutenant Dufau commande la colonne française lors des combats de Zurrika, Amazalla et Tarbardak. Son chef le capitaine Bosch dit de lui : « Son activité, son énergie, jointe à une résistance peu commune, lui ont permis de devenir rapidement un méhariste comme les Touaregs en ont peu connu... Il serait souhaitable que nous ayons à la tête de nos unités méharistes de tels chefs ». Le 1er décembre 1916, le père de Foucauld est tué par les hommes de Kaossen, qui poursuivent vers Agadès pour l'assiéger le 17 décembre et tenter de chasser les Français du Niger. Le 28 décembre, la section du sous-lieutenant Dufau de retour de mission à Bilma tombe dans une embuscade près de Tin Taboraq à 20 kilomètres à l'est d'Agadès. Les deux tiers de la colonne sont tués. Les quatre Français sont capturés, dont Julien Dufau, et décapités sur ordre de Tegama, sultan d'Agadès. Leurs têtes sont exposées pendant plusieurs jours devant le palais du sultan. Ce n'est que le 28 mars, après les trois mois de siège du fort d'Agadès, que les dépouilles des quatre militaires français sont retrouvées et enterrées dans le cimetière français de la ville.
Le sous-lieutenant Dufau reçoit en 1916 trois citations dont deux à l'ordre de l'armée. Il est nommé Chevalier de la Légion d'honneur à titre posthume en 1920. Le nouveau fort d'Agadès reçoit le nom de Fort Dufau.